# Pallone d'oro FIFA 2012

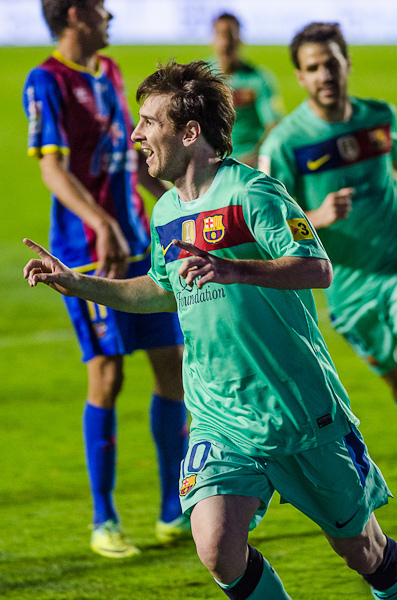
Lionel Messi, vincitore del Pallone d'oro FIFA 2012

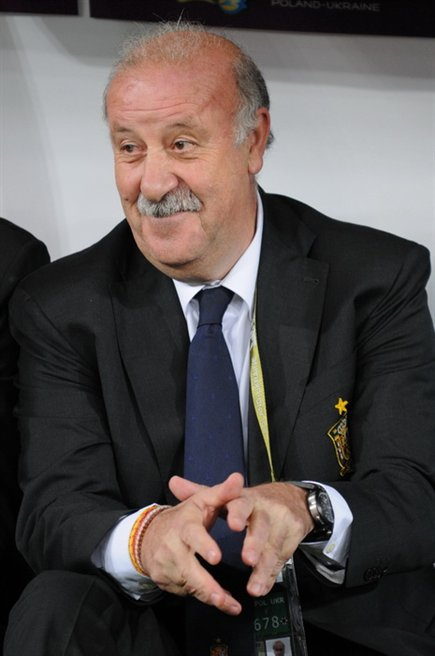
Vicente del Bosque, vincitore del FIFA World Coach of the Year 2012 per il calcio maschile

Il Pallone d'oro FIFA 2012 è stato assegnato il 7 gennaio 2013 a Zurigo a Lionel Messi, che vince per la quarta volta consecutiva il trofeo di miglior calciatore del mondo e a 25 anni supera i precedenti primati di tre vittorie di Johan Cruijff, Marco van Basten e Michel Platini. Al secondo posto si è classificato Cristiano Ronaldo e al terzo posto Andrés Iniesta.
Il 29 ottobre 2012 era stata resa la lista dei 23 candidati calciatori e dei nove candidati allenatori; i finalisti sono stati resi noti il 29 novembre.
La squadra con più rappresentanti è stata il Real Madrid, con sei calciatori candidati, oltre all'allenatore José Mourinho. Segue il Barcellona, con cinque calciatori e l'ex allenatore blaugrana Josep Guardiola. L'unico calciatore candidato della squadra campione d'Europa, il Chelsea, è Didier Drogba, che ha trascorso la seconda parte dell'anno solare nello Shanghai Shenhua. L'ivoriano è il primo calciatore di un campionato cinese ad essere candidato al Pallone d'oro.
Durante la cerimonia vengono anche dichiarati i vincitori del FIFA Women's World Player of the Year, del FIFA World Coach of the Year per il calcio maschile e femminile, del FIFA Puskás Award, del FIFA Presidential Award e del FIFA Fair Play Award.

## Pallone d'oro FIFA
Il rimanente 0,09 % dei voti sono risultati non validi.

## FIFA Women's World Player of the Year
Il rimanente 0,37 % dei voti sono risultati non validi.

## FIFA World Coach of the Year

### Calcio maschile
Il rimanente 0,88 % dei voti sono risultati non validi.

### Calcio femminile
Il rimanente 0,37 % dei voti sono risultati non validi.

## FIFA Puskás Award
Il FIFA Puskás Award, premio attribuito alla rete più spettacolare dell'anno sulla base di un sondaggio pubblicato sul sito ufficiale della Federazione, è stato assegnato a Miroslav Stoch, per il gol realizzato il 3 marzo 2012 nella partita tra Fenerbahçe e Gençlerbirliği. Il giocatore slovacco ha battuto Radamel Falcao e Neymar.
Gli altri giocatori nominati erano Emmanuel Agyemang-Badu, Hatem Ben Arfa, Éric Hassli, Olivia Jiménez, Gastón Mealla, Lionel Messi e Moussa Sow.

## FIFA Presidential Award
- Franz Beckenbauer[1]

## FIFA Fair Play Award
- Federazione calcistica dell'Uzbekistan[1]